# エールフランス193便炎上事故
エールフランス193便炎上事故（エールフランス193びんえんじょうじこ）は1975年6月12日に発生した航空事故である。チャトラパティ・シヴァージー国際空港発メヘラーバード国際空港行きであったエールフランス193便（ボーイング747-128）が離陸中にタイヤが故障し、それが元で火災が発生した。乗員乗客394人に死者はなかったが、機体は全損した。

## 事故機
事故機のボーイング747-128（N28888）は製造番号20542として製造され、1972年10月30日に初飛行し、翌年3月にエールフランスに納入された。エンジンはプラット・アンド・ホイットニー JT9D-7が搭載されていた。

## 事故の経緯
193便はボンベイとテルアビブ間を運航しパリ＝シャルル・ド・ゴール空港へと向かう予定であった。チャトラパティ・シヴァージー国際空港の滑走路27の始点でパイロットが180度旋回中に右主脚のタイヤが故障した。さらに、そのままパイロットが離陸滑走を開始した時に別のタイヤも故障した。その結果、タイヤとブレーキングアセンブリが滑走路に接触し発火して火災が発生した。パイロットは離陸を中止したが、エンジンの停止が遅れたことや空港の消防隊が適切に配置されなかったことで火災が拡大し、機体は全焼した。乗員乗客394人の中に死者はなかった。